# IEEE 802.11h
802.11h és una especificació modificada sobre l'estàndard tècnic 802.11 per WLAN desenvolupat pel grup de treball 11 del comitè d'estàndards LAN/MAN de The Institute of Electrical and Electronics Engineers (IEEE 802) i que es va fer públic en octubre de 2003. 802.11h intenta resoldre problemes derivats de la coexistència de les xarxes 802.11 amb sistemes de Radars i Satèl·lits a la banda dels 5 GHz (802.11a).
El desenvolupament del 802.11h segueix unes recomanacions fetes per la Unió Internacional de Telecomunicacions que van ser motivades principalment pels requeriments que l'Oficina Europea de Radiocomunicacions (ERO) va estimar convenients per minimitzar l'impacte d'obrir la banda de 5 GHz, utilitzada generalment per sistemes militars, a aplicacions ISM (ECC/DEC/(04)08).
Per tal de respectar aquests requeriments, 802.11h proporciona a les xarxes 802.11a la capacitat de gestionar dinàmicament tant la freqüència, com la potència de transmissió.

## Selecció dinàmica de freqüències i control de potència del transmissor
DFS (Dynamic Frequency Selection) és una funcionalitat requerida per les WLAN operant a la banda de 5 GHz per tal d'evitar interferències co-canal amb sistemes de radar i per assegurar una utilització uniforme dels canals disponibles.
El servei DFS proporciona:
- Associació de les estacions amb un Punt d'Accés (AP) basada en els canals suportats a l'estació.
- Capacitat de provar els canals per tal de detectar la presència de radars.
- Aturar l'activitat en un canal si es detecta la presència d'un radar.
- Capacitat de fer peticions i enviar informes amb mesures d'interferència a diferents estacions.
- Capacitat de seleccionar i anunciar els canvis de canal després de detectar interferència a les estacions membres d'una cel·la WLAN.

TPC (Transmitter Power Control) és una funcionalitat requerida per les WLAN operant a la banda de 5 GHz per assegurar que es respecten les limitacions de potència transmesa que hi pot haver per diferents canals en una determinada regió de manera que es minimitza la interferència amb sistemes de satèl·lit.
El servei TPC proporciona:
- Associació de les estacions amb un Punt d'Accés (AP) basada en els rangs de potència suportats per l'estació.
- Especificació dels nivells de senyal màxims permesos al canal de treball.
- Selecció d'una potència per cada transmissió en un canal dintre de les restriccions imposades per les entitats reguladores.
- Adaptació de la potència transmesa tenint en compte pèrdues de propagació i estimacions dels marges de l'enllaç.